# Jennifer Sky
Jennifer Sky née Jennifer Kathleen Wacha, est une actrice américaine née le 13 octobre 1976 à Palm Beach en Floride.

## Biographie
Elle tient le rôle-titre dans les deux saisons de la série de science-fiction Cleopatra 2525 (2000-2001)
Elle a joué notamment dans Les Experts : Miami dans deux épisodes : Belle de nuit (Innocent en version originale) dans le rôle de Cookie Devine/Sara Piper et Jeux, test et mort (Game Over en version originale) dans le rôle de Sara Piper.
Elle est également apparue dans Columbo (Columbo mène la danse), Buffy contre les vampires, Charmed, Xena, la guerrière et My Little Eye (2002).

## Filmographie
- 1993 : General Hospital : Sarah Webber
- 1994 : Emerald Cove : Lisa Foxworth
- 1994 : seaQuest DSV : Shop
- 1996 : Our Son, the Matchmaker : Judy Adams
- 1997 : Buffy contre les vampires : Heidi Barrie
- 1997 : Pacific Blue : Bree Hopkins
- 1998 : Sins of the City : Callie
- 1999 : Xena, la guerrière : Amarice
- 2000 : Cleopatra 2525 : Cleopatra 'Cleo'
- 2001 : Trigger Happy TV : Jane
- 2001 : L'Amour extra-large : Goer
- 2002 : My Little Eye : Charlie
- 2002 : Boomtown : Vanessa Griggs / Laura
- 2002 : Les Experts : Matilda
- 2002 : Shop Club : Tina
- 2003 : Columbo : Épisode Columbo mène la danse: Vanessa Farrow
- 2003 : Fastlane : Cassidy Shaw
- 2003 : Fish Without a Bicycle : une femme
- 2003 : Charmed : Mabel Stillman
- 2003 : Dragnet : Melissa Edgar
- 2004 : Never Die Alone : Janet
- 2004 : Meet Market : Courtney
- 2005 : The Helix... Loaded : Une secrétaire
- 2005 : Les Experts : Miami : Sara Piper / Cookie Devine